# Гулоу (Фучжоу)
Гуло́у (кит. упр. 鼓楼, пиньинь Gǔlóu) — район городского подчинения городского округа Фучжоу провинции Фуцзянь (КНР).

## История
В 202 году до н.э. Учжу, получивший от Лю Бана титул "го-ван Миньюэ" разместил в этих местах свою столицу Ечэн (冶城, «город Е»). В 110 году до н. э. Миньюэ было присоединено к империи Хань, и юэсцы были переселены на север, а Ечэн пришёл в упадок. В последующие эпохи в этом месте размещались власти различных существовавших здесь административных единиц.
В 1946 году гоминьдановскими властями был официально создан город Фучжоу, а в этих местах были образованы районы Гулоу и Дагэнь (大根区), которые сохранились и после установления здесь власти коммунистов. В 1956 году район Дагэнь был присоединён к району Гулоу. В 1968 году район Гулоу был переименован в Хунвэй (红卫区), но в 1978 году ему было возвращено прежнее название.

## Административное деление
Район делится на 9 уличных комитетов и 1 посёлок.